# Mystacoleucus
Mystacoleucus és un gènere de peixos de la família dels ciprínids i de l'ordre dels cipriniformes.

## Taxonomia
- Mystacoleucus argenteus (Day, 1888)
- Mystacoleucus atridorsalis (Fowler, 1937)
- Mystacoleucus chilopterus (Fowler, 1935)
- Mystacoleucus ectypus (Kottelat, 2000)[2]
- Mystacoleucus greenwayi (Pellegrin & Fang, 1940)
- Mystacoleucus lepturus (Huang, 1979)
- Mystacoleucus marginatus (Valenciennes, 1842)
- Mystacoleucus padangensis (Bleeker, 1852)[3][4][5][6]